# Conflicte entre l'Argentina i l'Uruguai per plantes de cel·lulosa

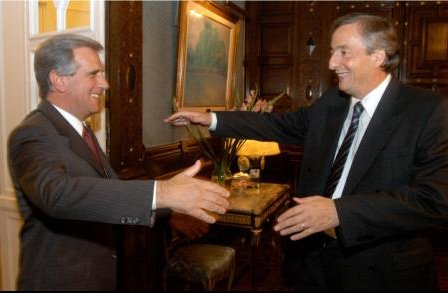
El 5 de maig de 2005, els presidents uruguaià i argentí acordaven crear una comissió per a resoldre el conflicte, que després fracassaria.

L'Argentina i l'Uruguai mantenen un conflicte a causa de la instal·lació d'una planta de producció de pasta de cel·lulosa pertanyent a l'empresa Botnia, situada en territori uruguaià i sobre les aigües binacionals del riu Uruguai, prop de les poblacions uruguaiana de Fray Bentos i argentina de Gualeguaychú. Originalment el conflicte va incloure també una planta que l'empresa espanyola ENCE projectava construir a la mateixa zona, però més tard aquesta va decidir traslladar la seva instal·lació a Conchillas, un poble del departament uruguaià de Colonia. Per la seva banda, Botnia va finalitzar la construcció i va engegar la planta el 8 de novembre de 2007.
L'Argentina ha demandat l'Uruguai davant la Cort Internacional de Justícia argumentant que la instal·lació de les plantes de cel·lulosa és contaminant i s'ha realitzat violant l'Estatuto del Río Uruguay. Per altra banda, l'Uruguai ha demandat l'Argentina davant el sistema de solució de controvèrsies del Mercosur i la Cort Internacional de Justícia, argumentant en primer cas que els talls de ruta constituïxen una violació al principi de lliure circulació, i en segon cas, que els mateixos són tolerats i utilitzats pel govern argentí per a pressionar al govern uruguaià en les negociacions referides a la instal·lació de les plantes de cel·lulosa.

## Antecedents

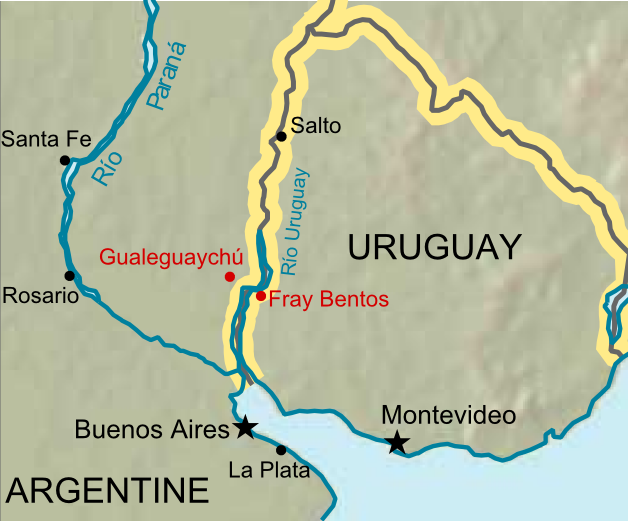
Zona del conflicte.

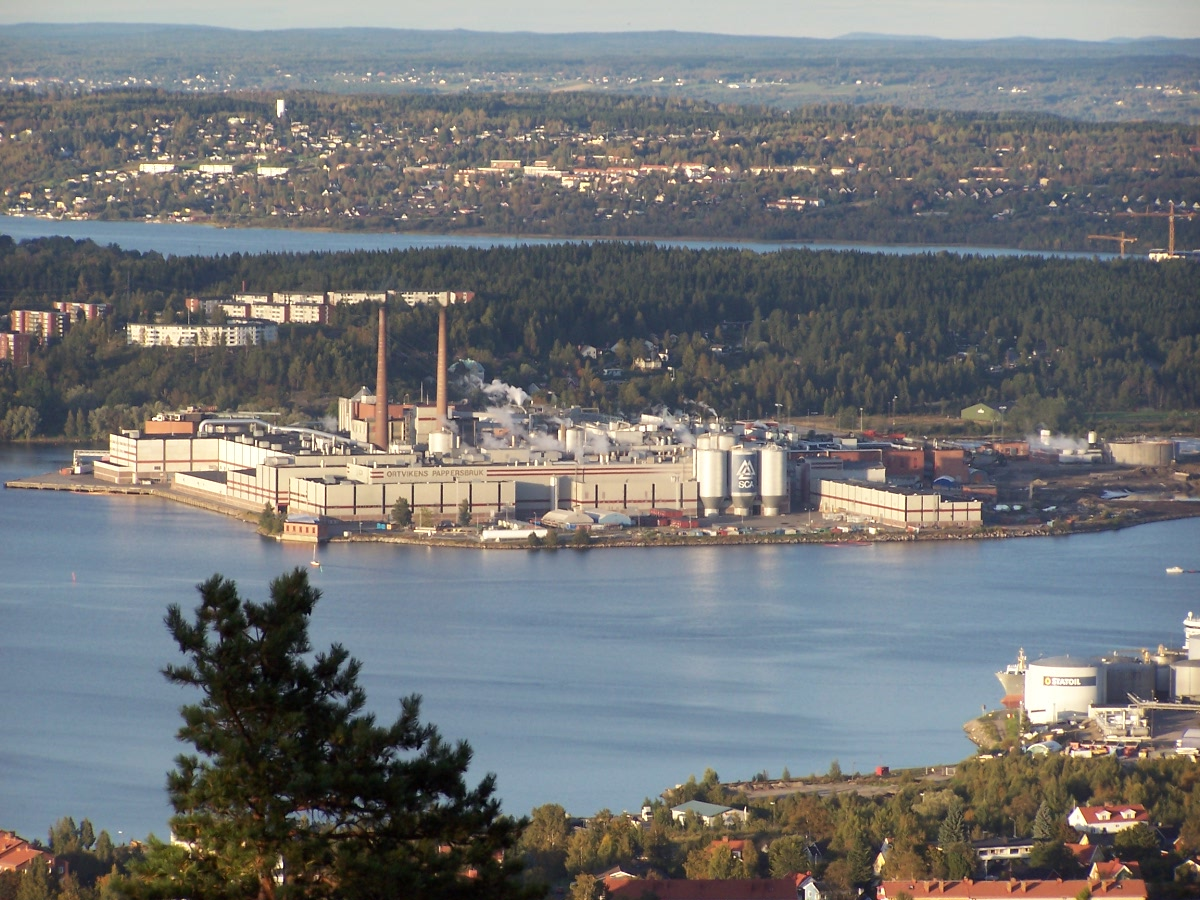
Planta de cel·lulosa d'Ortvikens, Suècia.

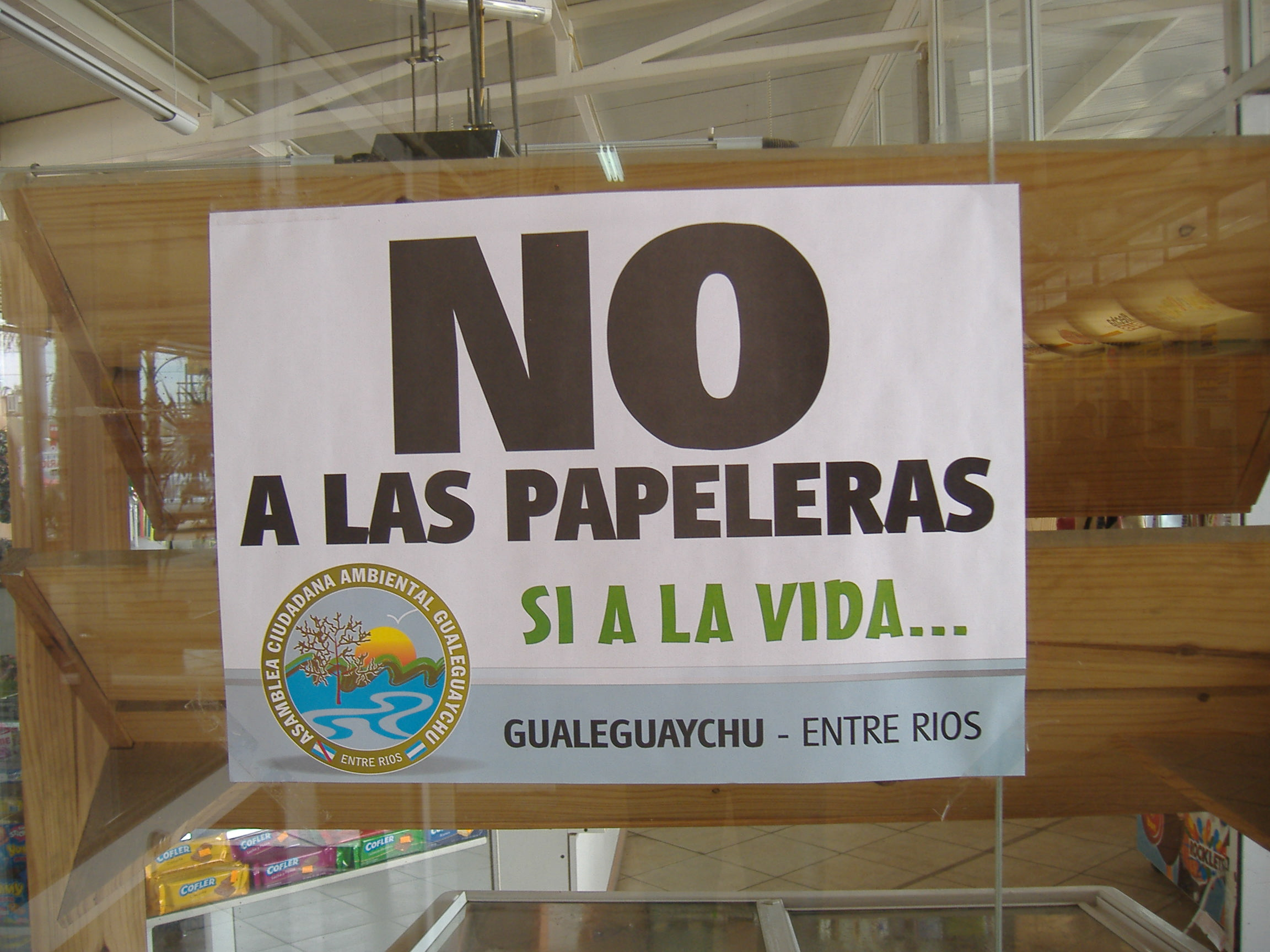
Cartell repudiant les papereres.

El 1961 se celebrà entre l'Argentina i l'Uruguai el Tratado del Río Uruguay i el 1975 l'Estatuto del Río Uruguay en el qual, entre altres qüestions, es manifesta la voluntat d'"establir els mecanismes comuns que calen per a l'òptim i racional aprofitament del Riu Uruguai", on "les Parts s'obliguen a: a) Protegir i preservar el medi aquàtic i, en particular, prevenir la seva contaminació, dictant les normes i adaptant les mesures apropiades". S'estableix tanmateix que "la Part que projecti la construcció de nous canals, la modificació o alteració significativa dels ja existents o la realització de qualsevol altra obra d'entitat suficient per afectar la navegació, el règim del Riu o la qualitat de les seves aigües, haurà de comunicar-ho a la Comissió, la qual determinarà sumàriament, i en un termini màxim de trenta dies, si el projecte pot produir perjudici sensible a l'altra Part".
Durant les dècades de 1980 i 1990 l'Uruguai, amb el suport del Banc Mundial, ha promogut i ha donat grans subsidis per al desenvolupament del repoblament d'espècies comercials, principalment pi i eucaliptus. L'Uruguai, una plana amb pocs arbres nadius (3% del seu territori) ha creat, cap a l'any 2005, 800.000 ha. de boscos d'eucaliptus, amb l'objectiu d'arribar a mitjà termini als 3 milions d'hectàrees de pasta de cel·lulosa per a la indústria del paper.
La plantació d'eucaliptus i la instal·lació de plantes de pasta de cel·lulosa és una estratègia productiva que s'està generalitzant a Sud-amèrica: "les plantacions d'eucaliptus i pins a l'Argentina, Brasil, Xile i l'Uruguai representen el 40% de les 10 milions de ha de les plantacions d'arbres de ràpid creixement existents en el món".
En el cas de l'Argentina, les plantacions d'eucaliptus s'han concentrat a les províncies de Corrientes i Entre Ríos, sobretot en aquesta última, arribant a 220.000 ha entre les dues per a l'any 2005. L'Argentina té 10 plantes de cel·lulosa de certa importància i produeix 0,8 milions de tones (2004). Els governs provincials de Corrientes i Entre Ríos, entre els quals, l'anterior mandat de l'actual governador entrerrià Jorge Pedro Busti tiraren endavant tractats amb empreses multinacionals de la cel·lulosa per a la instal·lació de plantes, des de la dècada de 1980. Després de la crisi econòmica van avançar els projectes d'instal·lació a la província de Corrientes i l'Uruguai, mentre que Entre Ríos ha mantingut una posició contrària.
El 2002, el govern uruguaià presidit per Jorge Batlle negocià amb dues empreses multinacionals, l'espanyola ENCE i la finlandesa Botnia, la instal·lació de dues grans plantes de cel·lulosa (500.000 i 1.000.000 de tones respectivament). El Projecte d'ENCE s'anomena "Celulosa M'Bopicuá - CMB", i el projecte de Botnia, "Orion". Alguns analistes afirmen que es tracta de la transformació productiva més important de la història de l'Uruguai. A principis de 2006 l'empresa gegant suec-finlandesa Stora Enso va oferir instal·lar a la zona una tercera planta de cel·lulosa d'1 milió de tones.
Botnia va decidir construir la seva planta a la vora del cabalós riu Uruguai, frontera internacional entre els estats de l'Argentina i l'Uruguai, a 4 i 12 km respectivament, riu amunt de la ciutat uruguaiana de Fray Bentos. Stora Enso, al contrari, proposà construir la seva planta sobre el Río Negro, intern de l'Uruguai.
ENCE, l'empresa espanyola, va decidir fer-ho a Conchillas (més al Sud i ja enfront de la província de Buenos Aires) on no hi ha cap oposició a aquest projecte entre els seus habitants.
Fray Bentos (Uruguai) és una ciutat de 23.000 habitants que va tenir un important passat industrial amb el seu eix en la indústria de la carn, té un conegut balneari turístic (Las Cañas) sobre el riu Uruguai, set quilòmetres més a baix, i és de Río Negro, on s'han concentrat les plantacions d'eucaliptus.
Gualeguaychú (Argentina) és una ciutat amb aproximadament 76.000 habitants ubicada a 8 km del Riu Uruguai i a 30 km de Fray Bentos, que s'ha desenvolupat ràpidament com a destinació turística, amb uns carnestoltes anuals que s'ha tornat molt important i una estratègia definida per a promoure el turisme amb eix en el turisme ecològic. Prop de la ciutat es troba el balneari Ñandubaysal, ubicat sobre el Riu Uruguai enfront de Fray Bentos.
En el mateix lloc s'ha construït el Puente Internacional Libertador San Martín, de gran importància turística i comercial per a tots dos països. La zona és un important centre de pesca.
La planta de ENCE projecta produir 500.000 tones, i la de Botnia, 1.000.000 tones de cel·lulosa a l'any. Aquesta última serà una de les plantes de cel·lulosa més grans del món i constitueix la major inversió industrial en la història de l'Uruguai i també la major inversió del sector privat industrial de Finlàndia a l'exterior. Els projectes tenen una inversió total propera als 1860 milions de dòlars, dels quals el Banc Mundial podria finançar vora 400 milions. En les obres treballen uns 2000 treballadors dedicats a la construcció, 2500 en activitats metalúrgiques i, una vegada instal·lats, hi hauran generat uns 300 llocs de treball directes.

## Els successos
Les primeres manifestacions del problema es van desenvolupar com una protesta social i ambiental interna de l'Uruguai. Entre 1998 i 2001 la coalició d'esquerres Front Ampli, amb la central sindical uruguaiana, el PIT-CNT, van criticar el marc jurídic que es va atorgar a les empreses per a la seva instal·lació a l'Uruguai. En canvi, l'organització ambiental Grupo Guayubira i Greenpeace van criticar la instal·lació de les plantes de cel·lulosa i es van oposar invocant raons de contaminació ambiental.

### 2003
El 2003 els argentins de Gualeguaychú se sumen als reclams que havien fet els uruguaians. El VIII Congrés de la central sindical uruguaiana PIT-CNT va resoldre convocar a la mobilització contra la instal·lació de les plantes de cel·lulosa. El 24 de setembre, 2.500 uruguaians i argentins es van reunir al costat argentí i van signar la Declaración de Gualeguaychú. El 4 d'octubre uruguaians i argentins van realitzar el primer acte conjunt sobre el pont internacional per a oposar-se a la construcció de les plantes.
Cal aclarir que encara que els moviments de protesta diuen oposar-se a les papereres, en realitat no es tracta de fàbriques de paper, sinó de fàbriques de pasta de cel·lulosa, la matèria primera amb la qual després es produirà el paper.

### 2004
El maig de 2004 el Parlament uruguaià va ratificar el tractat amb Finlàndia per a protegir la inversió de Botnia a Fray Bentos, amb l'oposició del Front Ampli. Al juny l'Argentina i l'Uruguai van arribar a un acord amb la CARU (Comissió Administradora del Riu Uruguai) per a la instal·lació de les plantes. A finals de 2004 Tabaré Vázquez va guanyar les eleccions presidencials i va anunciar que les plantes es construirien tal com estava planejat; això va provocar també que el Front Ampli i la central sindical del PIT-CNT, canviessin la seva posició i comencessin a donar suport a la instal·lació de les plantes de cel·lulosa a Fray Bentos.

### 2005
El 30 d'abril de 2005 una multitud d'argentins i uruguaians estimada en unes 40.000 persones va prendre el pont internacional. La gegantesca mobilització sacudí els governs argentí i uruguaià i el conflicte va prendre rellevància nacional i internacional. A partir d'aquell moment una part de la població de Gualeguaychú es va organitzar en l'Asamblea Ciudadana Ambiental de Gualeguaychú i començà a desenvolupar una acció permanent i massiva d'oposició a la instal·lació de les plantes, que a partir del 23 de desembre es realitzà principalment mitjançant el bloqueig dels ponts sobre el riu Uruguai.
Per la seva part, la majoria de la població uruguaiana veu amb optimisme la instal·lació de les plantes de cel·lulosa, perquè percep que les mateixes impliquen una excel·lent oportunitat de treball i desenvolupament industrial. Més endavant, la població uruguaiana de Fray Bentos realitza una marxa massiva, encapçalada per treballadors de les dues plantes, en el qual estan presents tots els sectors, donant suport la construcció de les plantes, sota el següent lema: "en defensa del treball, l'Uruguai productiu i la sobirania nacional".
L'Índex de Sustentabilitat Ambiental (Environmental Sustainability Index) de 2005 que avalua les trajectòries ambientals a llarg termini de 146 països i és realitzat per les Universitats de Yale i de Colúmbia, ubica a l'Uruguai i a l'Argentina en els llocs 3r i 9è respectivament. Finlàndia figura en el 1r lloc, mentre que Espanya figura en el lloc 76è.
Com a conseqüència del conflicte social, el 5 de maig de 2005 els presidents de l'Argentina Néstor Kirchner, i de l'Uruguai, Tabaré Vázquez, van acordar la creació d'una Comissió Binacional per a analitzar l'impacte ambiental. La Comissió havia de treballar durant 180 dies.
Les relacions entre l'Uruguai i l'Argentina relacionades amb el riu Uruguai estan regulades en un tractat internacional de 1975 conegut com a Estatuto del Río Uruguay que estableix:
- Un règim de comunicacions i inspeccions enfront de qualsevol obra que pugui afectar la qualitat de les aigües (arts. 7 a 12);
- El compromís de prevenir la contaminació de les aigües (art. 41);
- La responsabilitat per danys d'un país cap a l'altre per la contaminació que causessin les activitats (art. 42);
- La jurisdicció de la Cort Internacional de Justícia de la Haia per a resoldre qualsevol conflicte (art. 60).

Paral·lelament a les negociacions entre els governs, el 2005, el Centro de Derechos Humanos y Ambiente (CEDHA), en representació de quasi 40,000 persones, presentà una queixa a l'Ombudsman de la Corporació Financiera Internacional (CFI) del Banc Mundial. El novembre, l'Ombudsman de la CFI (Banc Mundial) presentà el seu Informe d'Avaluació Preliminar senyalant importants manques en els procediments.
El 23 de desembre de 2005 l'Asamblea Ambiental de Gualeguaychú inicià una acció sistemàtica de bloqueig del pas de vehicles cap a l'Uruguai, afectant fortament l'economia uruguaiana.

### 2006

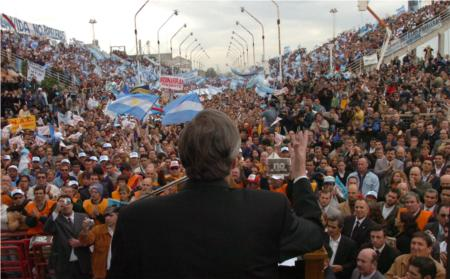
Manifestació opositora a les plantes de cel·lulosa, realitzada a Gualeguaychú el 5 de maig de 2006.

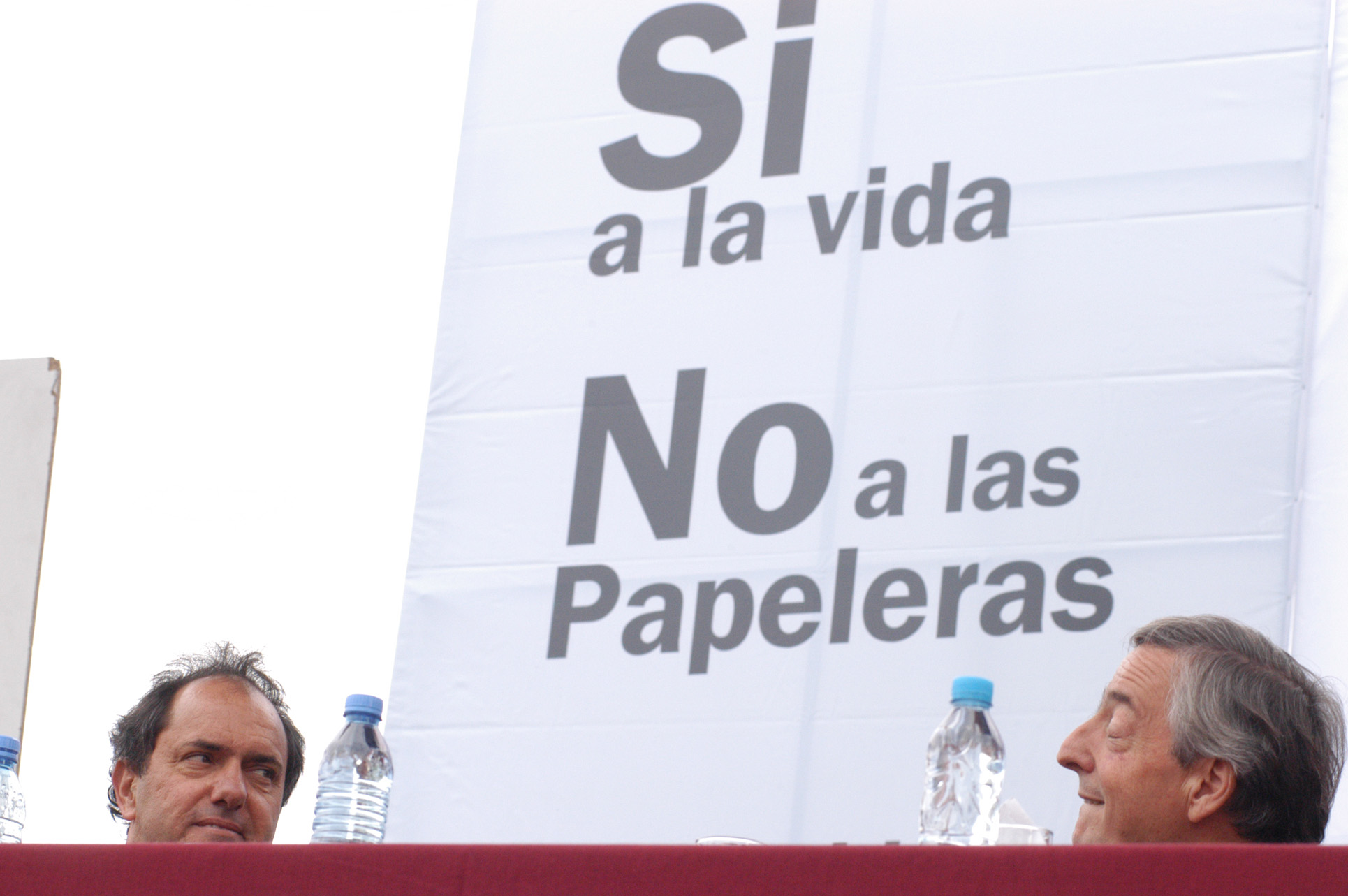
El president Kirchner i el vicepresident Daniel Scioli, durant l'acte de repudi realitzat el 5 de maig de 2006.

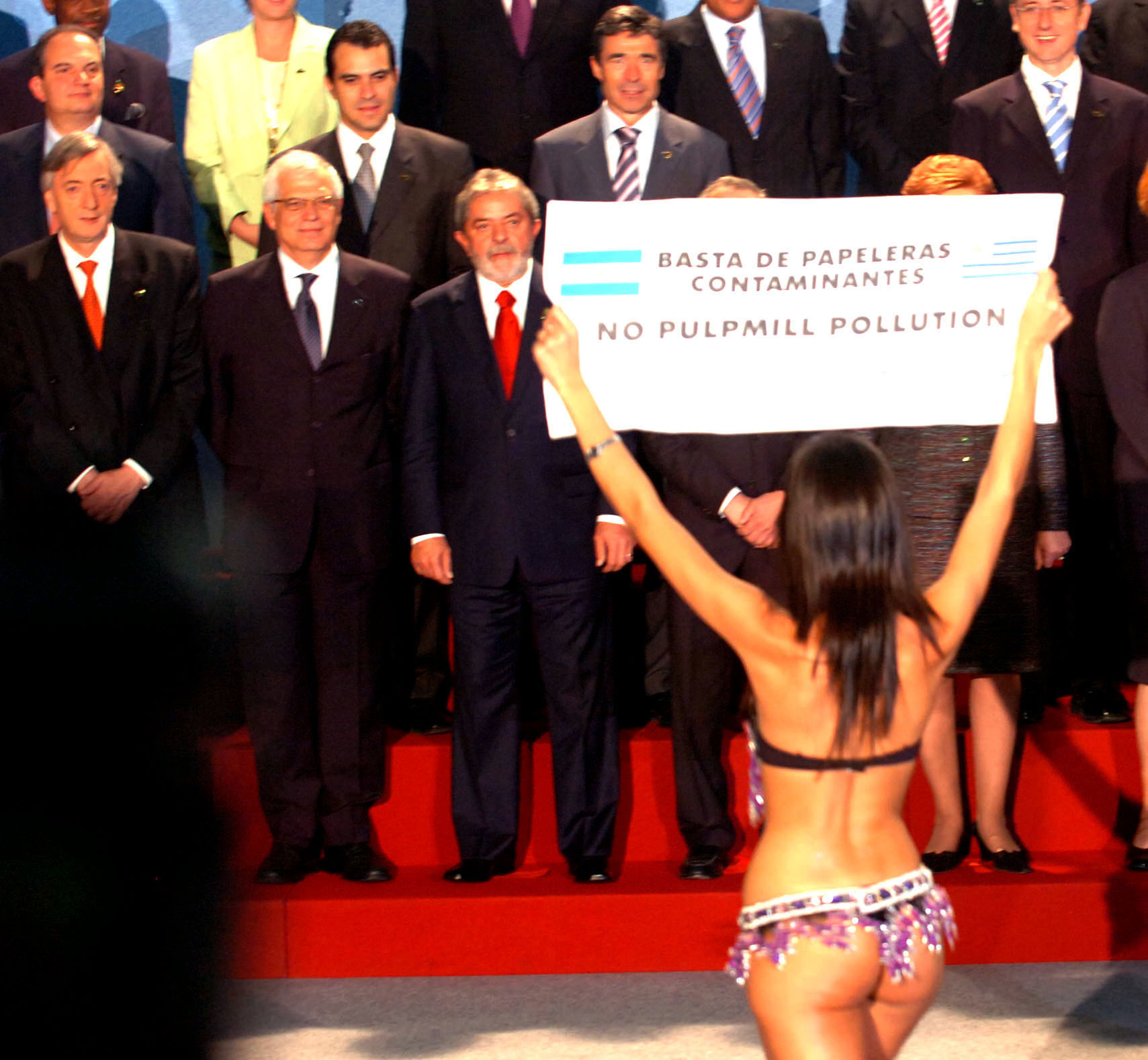
La Reina del Carnaval de Gualeguaychú 2006, Evangelina Carrozzo, protesta a la cimera de presidents europeus i llatinoamericans, 12 de maig de 2006.

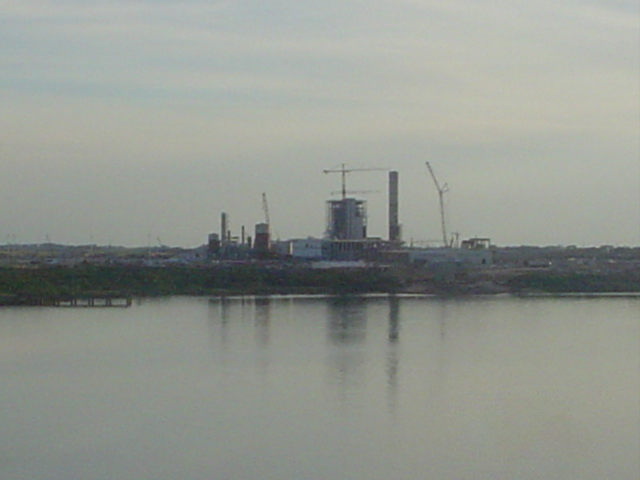
Planta de cel·lulosa de Botnia a Fray Bentos (en construcció, des. 2006).

El 31 de gener de 2006 va fracassar la Comissió Binacional. Les posicions polítiques i els informes tècnics aportats per cada país diferien de tal manera que va ser impossible arribar a un acord. L'Uruguai es va basar en l'informe ambiental elaborat pel Banc Mundial al desembre de 2005. L'Argentina va qüestionar la localització de les plantes, va realitzar diverses crítiques a l'informe del Banc Mundial i als informes de les empreses i va exigir un informe independent.
L'11 d'abril de 2006 la Corporació Financera Internacional (Grup Banc Mundial) va publicar un informe d'un panell d'experts independents que van examinar els comentaris realitzats a l'esborrany de l'estudi d'impacte acumulat de les dues plantes de cel·lulosa. Segons va informar el Banc Mundial:
| « | El panell d'experts, integrat pels canadencs Wayne Dwernychuck i Neil McCubbin, va identificar la clara necessitat de donar a conèixer informació i anàlisis addicionals per a determinar amb precisió els impactes ambientals de les plantes CMB i Orion. | » |

El panell va sostenir també que:
| « | Els comentaris que expressen la preocupació que les plantes causin danys ambientals catastròfics manquen de sustentació, són desraonats i ignoren l'experiència de moltes altres modernes plantes kraft de cel·lulosa blanquejada. No obstant això, alguns comentaris que suggereixen millores en certs aspectes del disseny, definicions de procediments operatius i monitoratge de les descàrregues ambientals de les plantes són vàlids, i mereixen implementació. | » |

El 30 d'abril de 2006 l'Asamblea Ambiental de Gualeguaychú va organitzar una nova marxa al Puente Internacional General San Martín, a la qual segons els organitzadors van concórrer més de 80.000 persones, encara que la xifra és discutible a causa dels registres fotogràfics del fet i la capacitat de persones que pot suportar el pont, reafirmant el rebuig a les papereres per part de lAsamblea Ambiental de Gualeguaychú.
En defensa de les seves respectives posicions, l'Uruguai va iniciar a l'abril una demanda contra l'Argentina davant el sistema de controvèrsies del Mercosur, i l'Argentina va iniciar al maig una demanda contra l'Uruguai davant la Cort Internacional de Justícia.
El 12 de juny de 2006 l’Academia Nacional de Ingeniería de l'Argentina fa arribar al president Kirchner una nota acompanyada per un document titulat "Documento sobre las Plantas de Pasta Celulósica en la orilla del Río Uruguay". Aquest document va tenir poc eco en els mitjans de difusió argentins encara que va ser publicat per la revista Gestión Ambiental Empresaria i poden trobar-se algunes referències al mateix en la xarxa. El document, que considera l'operació conjunta de les dues plantes, acaba amb el següent paràgraf:
| «                                              | En conclusió, els paràmetres ambientals resultants de l'operació de les plantes estaran dintre dels límits estrictes de normes ambientals. D'acord amb això no s'esperen efectes adversos sobre la salut o la biodiversitat i no es generarà contaminació sobre costes i territori argentí. No obstant això, L’Academia Nacional de Ingeniería considera com una qüestió fonamental el monitoratge i control del compliment estricte de les condicions de disseny, durant l'operació de les plantes. Ha de tenir-se en compte que no és suficient que les plantes hagin estat dissenyades i que siguin construïdes per a complir amb totes les normes sobre contaminació, doncs durant el posterior funcionament es presentaran situacions en les quals la pressió per reduir costos podria dur a les empreses a l'incompliment d'algunes exigències acceptades originalment. Es tracta per tant d'un cas característic que requereix regulació i control governamental. Tractant-se d'un recurs hídric compartit i estant la seva utilització subjecta a tractats signats entre l'Argentina i La República Oriental de l'Uruguai aquesta tasca haurà de ser responsabilitat i atribució conjunta dels governs d'ambdós països. | » |
| — Academia Nacional de Ingeniería (Argentina), | |   |

El 22 de setembre de 2006 l'empresa ENCE va anunciar que traslladaria la planta que projectava construir a Fray Bentos, fundant la decisió en el problema de què dues plantes de cel·lulosa operessin en el mateix lloc. Poc després va informar que el lloc nou escollit per l'empresa és Punta Pereyra, departament de Colonia, sobre el Riu de la Plata.
El 8 d'octubre de 2006 la Corporació Financera Internacional (Banc Mundial) va publicar per error en la seva pàgina web l'informe definitiu sobre l'impacte ambiental de les plantes a Fray Bentos. Segons el diari argentí La Nación en un article titulat Aval a las papeleras en el Banco Mundial:
| « | El nou estudi afirma que les emissions de les plantes no tindran efectes perjudicials en la qualitat de l'aigua del riu Uruguai, ni en la costa argentina ni en la uruguaiana. Respecte de la qualitat de l'aire, establix que no s'afectarà la salut humana, encara que agrega que podria detectar-se olor entre quatre i deu vegades per any en zones pròximes a les plantes i, possiblement, a Fray Bentos. | » |

L'informe inclou sis annexos dedicats a analitzar el procés de producció i la tecnologia, les plantacions, la qualitat de l'aire, la qualitat de l'aigua, l'impacte socioeconòmic, el transport, el compromís públic, els termes de referència i el glossari.(Text complet de l'informe en anglès). El nou informe podria alliberar els crèdits sol·licitats per Botnia i ENCE al Banc Mundial per a construir les plantes.
Com protesta davant el contingut del nou estudi del Banc Mundial, les assemblees ciutadanes de Gualeguaychú i Colón van decidir començar novament a bloquejar les rutes d'accés a l'Uruguai durant el cap de setmana del 14 i 15 d'octubre de 2006, d'importància turística a causa del firat del 12 d'octubre. En el cas del Puente General Artigas que uneix les localitats de Colón i Paysandú, el bloqueig va haver d'aixecar-se perquè molt poca gent es va adherir a aquest tipus de protesta.
El 6 de novembre de 2006, en el marc de la XVI Cimera Iberoamericana que es va realitzar a Montevideo, es va informar que el rei Joan Carles I d'Espanya començaria a actuar com intermediari del diàleg entre l'Argentina i l'Uruguai.
El 21 de novembre de 2006, el Banc Mundial va aprovar l'atorgament del crèdit a l'empresa Botnia per un total de 170 milions de dòlars, amb una garantia de crèdit que ascendeix als 350 milions de dòlars. La moció va ser aprovada per 23 dels 24 directors executius. Entre els fonaments de la seva decisió el Banc Mundial va indicar que "un informe independent publicat recentment va oferir proves concloents que l'àrea local, inclosa la ciutat argentina de Gualeguaychú, no sofriran repercussions mediambientals adverses".
En resposta, l'Asamblea de Gualeguaychú va disposar el bloqueig per temps indeterminat de la ruta 136 que accedeix al Puente Libertador General San Martín pel costat argentí, endurint la seva posició contra ambdós governs.
El 29 de novembre l'Uruguai va reclamar mesures cautelars contra l'Argentina davant el Tribunal Internacional de la Haia pels talls de ruta realitzats per l'Asamblea de Gualeguaychú en el judici que allí tramita per la qüestió. El tribunal va ordenar realitzar les audiències de presentació del cas i defensa els dies 18 i 19 de desembre i finalment va acabar rebutjant el reclam uruguaià el 23 de gener de 2007.
El 30 de novembre el president de l'Uruguai va ordenar mobilitzar l'Exèrcit per a custodiar la planta de Botnia contra eventuals atacs que pogués sofrir. Pocs dies després, a comanda de l'empresa Botnia, va ordenar el retir de les tropes.

### 2007

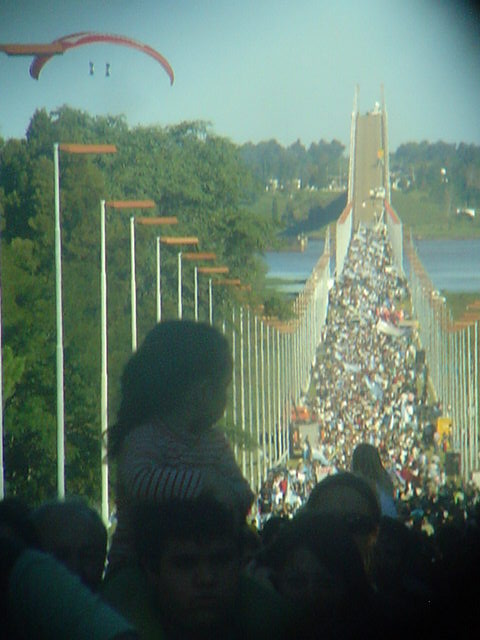
Marxa realitzada el 29 d'abril de 2007.

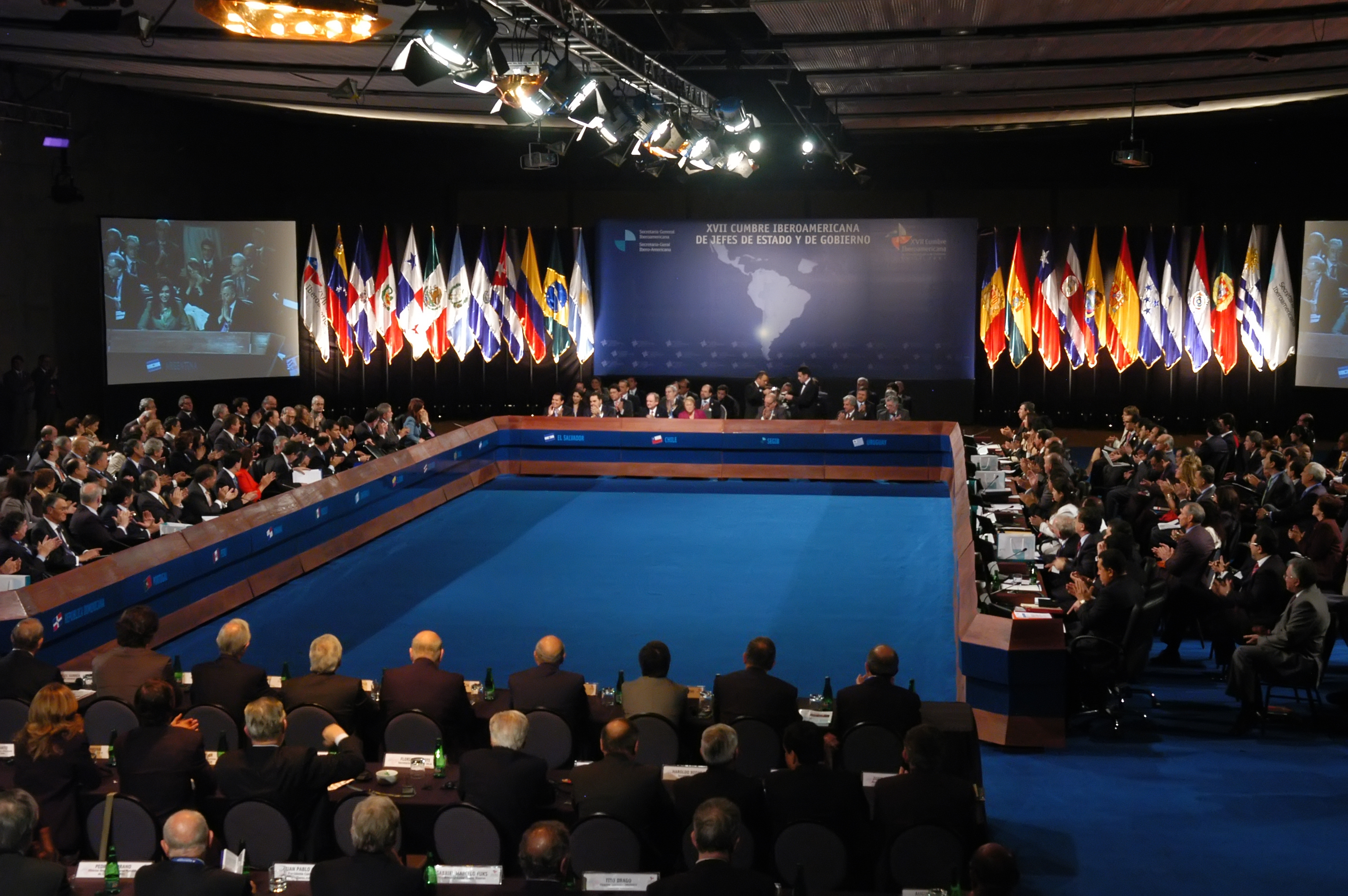
XVII Cimera Iberoamericana, 9 de novembre de 2007. Després de no poder arribar un acord en el més alt nivell, ambdós països es van recriminar mútuament i van agrair la mediació del rei d'Espanya Joan Carles, present a la cimera.

Durant la temporada d'estiu 2006/2007 (de l'hemisferi sud i la Setmana Santa posterior, els activistes ambientalistes de Gualeguaychú, Colón i Concordia van continuar amb la política de bloquejos dels ponts internacionals, algunes vegades de manera simultània.
El 29 de març els activistes de Gualeguaychú van organitzar una marxa sobre el pont Gral. San Martín. Les estimacions sobre la quantitat de persones hi van ser dispars.
El 2 de setembre, ambientalistes de Gualeguaychú van realitzar una marxa (travessant la frontera) per a protestar davant la fàbrica de Botnia. La policia uruguaiana va impedir que ingressessin a la planta de cel·lulosa, encara que sí que van poder realitzar protestes prop d'ella.
El 25 de setembre, el president Vázquez es va declarar optimista amb la possibilitat d'una eixida al conflicte, senyalant que el fet que l'Argentina hi hagi retirat la seva demanda de "relocalitzar" Botnia va permetre "rellançar" el diàleg.
L'1 d'octubre el president Néstor Kirchner negà que acceptés la instal·lació de la "pastera" Botnia i va aclarir que va dir-ne "que no es podia generar expectativa d'assolir la relocalització" de la planta de cel·lulosa "perquè Uruguai no ho accepta". Al termini d'una reunió amb el governador Busti, i en conferència de premsa, Kirchner es va manifestar "sorprès" per les versions periodístiques que el van atribuir la frase "la planta està aquí i no hi ha res a fer".
El 7 d'octubre, uns 300 ambientalistes uruguaians i argentins van crear en la ciutat de Nueva Palmira (Uruguai) l'Asamblea Regional Ambiental del Río Uruguay que va coordinar les seves mobilitzacions contra la construcció de la paperera. L'ingrés dels ambientalistes argentins al territori uruguaià, tot i no ser impedit, va haver de travessar un fort operatiu policial i control migratori.
L'1 de novembre el ministre uruguaià Mariano Arana autoritzà l'inici d'activitats de la planta de cel·lulosa de Botnia, però tres hores després va ser-ne suspès pel president Vázquez, a petició de Joan Carles I, amb l'objectiu de facilitar la seva mediació i un eventual acord en la XVII Cimera Iberoamericana. El 8 de novembre, durant Cimera Iberaoamericana a Santiago de Xile, amb la presència del rei d'Espanya i els presidents dels dos països, es van celebrar reunions d'alt nivell amb l'objectiu d'arribar a un acord, sense arribar-hi. Segons el govern uruguaià la causa del fracàs va ser la negativa argentina a suspendre els talls de ruta, mentre que per al govern argentí, la raó va ser la manca de voluntat de diàleg de l'Uruguai. Eixa nit el president Tabaré Vázquez ordenà l'inici d'activitats de la planta de Botnia, decisió que va generar una protesta enèrgica per part de l'Argentina la resposta del president Vázquez afirmant que es tractava d'una decisió sobirana. Per la seva banda, el canceller espanyol es mostrà sorprès i anuncià que el rei es reuniria amb Tabaré Vázquez amb l'objectiu de conèixer les raons de la decisió, fet que va succeir poc després, sense que s'emetés un comunicat oficial sobre aquesta. Fonts no identificades atribuïdes al govern uruguaià, van difondre la notícia que el rei hi hauria pres partit a favor de l'opinió del president Vázquez qüestionant com una provocació contra l'Uruguai sense que s'emetés del president Kirchner a un grup d'ambientalistes de Gualeguaychú quan ingressaven a l'ambaixada argentina en Santiago de Xile. L'agència oficial argentina va publicar que el president Kirchner va dir-ne al president Vázquez: «Le diste una puñalada al pueblo argentino».
El 9 de novembre va començar, novament, el funcionament la planta de Botnia, i Uruguai va tancar temporalment el pont Fray Bentos-Gualeguaychú, per tal d'evitar eventuals manifestacions d'argentins davant de la planta. Els manifestants van realitzar protestes per aigua, el 10 de novembre, en embarcacions, davant de la planta, sense que es registressin incidents.
L'11 de novembre el president espanyol José Luis Rodríguez Zapatero anuncià que el govern espanyol i el rei Joan Carles continuaran la mediació entre l'Argentina l'Uruguai.
Des del començament del funcionament de la fàbrica el govern uruguaià ha afirmat que "en matèria mediambiental tot està dins dels paràmetres que es consideren acceptables en l'àmbit internacional".

### 2008
El 20 de gener es dona a conèixer un informe independent elaborat per l'organització no governamental ambiental Green Cross. El mateix assenyala que a 70 dies del començament de les operacions de la planta de Botnia a Fray Bentos, el primer monitoratge independent que es coneix realitzat sobre la vora argentina del riu Uruguai conclou que l'aire de Gualeguaychú no va sofrir cap impacte de gasos contaminants per la producció de cel·lulosa.
Marisa Arienza, presidenta de la seu local de l'organització ambiental Green Cross, fundada i dirigida per l'expresident rus Mikhaïl Gorbatxov, va afirmar que "Els nivells en l'aire de diòxid de sofre, del que es deriven els possibles gasos perillosos que podria emanar la planta, no van sofrir cap variació entre abans i després que Botnia iniciés les seves operacions".
L'aparell de mesurament de Green Cross es va instal·lar al balneari de Ñandubaysal, situat a 12 quilòmetres en línia recta enfront de la fàbrica. Va amidar la concentració de diòxid de sofre en l'aire de Gualeguaychú cada hora des de l'11 d'octubre fins al 20 de desembre de 2007.
En algunes oportunitats, per diferents motius, principalment per interrupcions en el subministrament d'energia elèctrica i per a calibratge, el sensor va deixar d'operar.
Per a la realització de l'informe de 29 pàgines, signat per Nicolás Mazzeo, investigador del Departament de Ciències de l'Atmosfera de la Facultat de Ciències Exactes i Naturals (UBA) i del Consell Nacional d'Investigacions Científiques i Tècniques (Conicet), es van prendre en compte els mesuraments fins al 30 de novembre: els primers 20 dies amb Botnia en marxa. No obstant això, segons Arienza, fins a la data vigilada (20 dies més) "no es va detectar cap mena de contaminació".
El treball de Green Cross destaca que abans que la planta de cel·luosa comencés a produir la concentració de diòxid de sofre en l'aire va ser, en terme mitjà, de 0,445141 ppb (parts per bilió). En començar la producció i fins al 30 de novembre va ser de 0,453425 ppb.
No obstant això, l'informe de l'organització culmina amb l'advertiment: "És recomanable un major període de detecció dels nivells de contaminació de l'aire i de paràmetres meteorològics a la zona. Això possibilitaria comptar amb una quantitat major d'informació per a convalidar o no els resultats obtinguts".
Els manifestants de Gualeguaychú van rebutjar aquest informe, en al·legar que el dossier de l'ONG va ometre detallar que la fàbrica funcionava al 10-15% de la seva capacitat. Per aquesta raó, es va assenyalar, el grau de pol·lució resulta proporcional al nivell de producció. A més, van recordar que estudis promoguts per les autoritats d'aquesta ciutat d'Entre Ríos van demostrar que la fàbrica va produir substàncies contaminants que van superar els nivells admesos per l'Organització Mundial de la Salut (OMS).
Les dades de l'ONG coincideixen amb realitzats del costat uruguaià per part de la Dirección Nacional de Medio Ambiente (Dinama) i la mateixa Botnia ja han donat a conèixer diversos monitoratges que indiquen que la planta no va afectar l'ecosistema.
A finals de gener i principis de febrer es va descobrir un sistema emprat pels manifestants pel qual emetien passades amb els quals determinen a qui donen passada lliure per a passar pel bloqueig de ruta i a qui no. Aquest sistema no és l'empleat per l'estat en l'encreuament fronterer, sinó un segon control informal i sense autorització oficial realitzat abans d'arribar al pont. Reinaldo Gargano, el canceller uruguaià, va afirmar estar horroritzat per aquesta situació, mentre que el govern argentí no es va manifestar referent a això.

### 2009
Durant la primera quinzena de gener el govern argentí va decidir rebutjar els bloquejos de ruta a Entre Ríos doncs, "no contribuïxen en no-res a l'objectiu" dels manifestants. Aquests seguien ferms en la seva postura i havien anunciat que estendrien la seva protesta a la localitat de Colón i a més havien analitzat la possibilitat de dur els bloquejos a la ciutat de San Antonio de Padua de la Concordia, veïna del municipi uruguaià de Salto, però com que no hi havia consens a causa de l'oposició dels comerciants, van decidir fer solament lliura de volants per a crear consciència sobre el problema.
El 16 de gener els manifestants entrerrians van dur els seus reclams a la ruta 135, però no van poder impedir el pas d'actuacions cap a l'Uruguai a causa de la presència d'aproximadament 200 efectius de militars argentins.
El ministre de l'Interior argentí, Florencio Randazzo, va dir que "argentins i uruguaians hem d'avançar, per a transitar lliurement aquests ponts", en referència als passos que uneixen a ambdós països.
A mitjan gener els diaris van informar que el titular de l'Institut Nacional de Tecnologia Industrial (INTI), Enrique Martínez, havia dit que els estudis realitzats des d'agost del 2008 no indicaven cap grau de contaminació. No obstant això, el 3 de febrer en reunió amb l'Intendent de Gualeguaychú, Juan José Bahillo, i integrants de l'equip tècnic de l'Assemblea Ambiental van negar aquestes declaracions.
A finals de 2009, un informe del Laboratori de Química Ambiental de la Universidad Nacional de La Plata va detectar altes concentracions de nonilfenol, substància prohibida a la Unió Europea des de 2005. La Dirección Nacional de Medio Ambiente (DINAMA) de l'Uruguai va rebutjar aquesta anàlisi, tot dient que la fàbrica no utilitza de cap manera aquesta substància.

## Els talls de rutes
Uruguai ha posat l'accent en l'extrema gravetat, les repercussions econòmiques, els aspectes legals i les implicacions internacionals dels extensos talls de rutes realitzats per l'Asamblea de Gualeguaychú, sobretot a partir del 23 de desembre de 2005, i ha anunciat que demandarà a l'Argentina pels danys i perjudicis que els mateixos l'han causat. Les pèrdues per a l'Uruguai en concepte de turistes no ingressats i transaccions comercials no concretades hi ascendeixen als 400 miliones de dòlars, segons l'opinió del canceller uruguaià Reinaldo Gargano.
A partir del 30 de desembre de 2005 el sector més intransigent d'oposició a la instal·lació de les plantes hi va proposar tallar en diverses ocasions, simultàniament, els tres ponts que uneixen els dos països (Salto-Concordia, Paysandú-Colón i Fray Bentos - Gualeguaychú). La població de la ciutat argentina de Concordia no acceptà la proposta de tallar el pont i va decidir, en canvi, informar del conflicte als viatgers mitjançant fullets entregats personalment. Aquesta situació va canviar en gener de 2007, moment a partir del qual els tres ponts van començar a ser tallats en forma simultània diverses vegades, estant molt dolent per a l'Uruguai tant per al trànsit de turisme de l'Argentina com per al transport de mercaderies. Després de finalitzar la temporada estival de 2007 s'alçaren els talls en tots els ponts excepte en el que uneix Fray Bentos amb Gualeguaychú.
El cort dels tres ponts en forma simultània es tornà a realitzar a partir del 31 de març de 2007, estenent-se durant tota la Setmana Santa per a afectar directament el turisme que en eixe període transita cap a l'Uruguai.
Per causa dels talls de les rutes d'accés a l'Uruguai, en desembre de 2005 el trànsit de persones pel pont va disminuir un 32%. En gener la reducció fou molt major encara, i en els mesos de febrer i març el bloqueig en dos dels ponts internacionals va ser total. Els talls van ser molt dolents per al turisme i el transport comercial, prenent en compte que, normalment, pel pont circulen 250 camions per dia.
El govern de l'Uruguai ha expressat categòricament que no acceptarà cap diàleg amb el govern de l'Argentina mentre romanguin els talls, i que considera que es tracta d'una conducta violadora del dret internacional, especialment del Tratado de Asunción que en l'article 1r assenyala que el Mercosur "implica la lliure circulació de béns, serveis i factors productius entre els països(…)". Uruguai va criticar també la inacció del govern argentí per no ordenar el desbloquejo dels ponts per la força i va argumentar que el conflicte havia de ser resolt pel Mercosur.
Pel motiu dels talls de ruta, l'Uruguai va demanar mesures cautelars contra l'Argentina davant la Cort Internacional de Justícia de la Haia en el judici que allí tramita sobre la qüestió.

## Les accions legals

### Actuacions a la Cort Internacional de Justícia

#### Demanda de l'Argentina
L'Argentina, utilitzant un mecanisme previst en l'Estatuto del Río Uruguay i com país membre de l'Organització de les Nacions Unides, igual que l'Uruguai, va recórrer a la Cort Internacional de Justícia el 4 de maig de 2006 perquè es dictamini sobre la presumpta violació de l'Estatut.

##### Arguments de l'Argentina
Els principals arguments de la demanda presentada per l'Argentina són que, malgrat el treball conjunt a la CARU, estava pendent una quantitat d'informació que mai va ser proveïda, que no existeixen estudis sobre el lloc de localització de les plantes o llocs alternatius, que els informes realitzats per les empreses són insuficients i que, per a determinar la sustentabilitat ambiental de les plantes, hagués de realitzar-se un estudi independent de les parts en conflicte.
La demanda inclou la sol·licitud d'una mesura cautelar prèvia de suspensió de la construcció de les plantes basada en el fet que són una amenaça actual de danys irreparables socials i econòmics.

##### Arguments de l'Uruguai
Els principals arguments de la defensa de l'Uruguai són que va respectar no només l'Estatuto del Río Uruguay, de 1975, sinó, a més, la totalitat del Dret Internacional i els principis generals del dret. Al seu torn l'Uruguai va sostenir que l'Argentina va desconèixer normes del Dret Internacional en permetre els talls de ruta realitzats per pobladors de les ciutats argentines properes a les plantes de cel·lulosa. Uruguai sosté que van existir constants converses i intercanvis d'informació entre ambdós països sobre aquest assumpte, de les quals s'adonen que fins i tot documents del govern de Buenos Aires, que van convalidar l'actuat amb l'Uruguai, esmentant, entre altres documents, el missatge a la Nació del govern argentí enviat al Parlament l'any 2004 en el qual es fa expressa referència al tema. En aquest document l'Argentina al·ludeix a responsabilitats i atribucions de la CARU i es diu, a la pàgina 127, que les diferències o els temes vinculats amb la instal·lació de plantes de cel·lulosa a Fray Bentos "han quedat resolts entre ambdós països". Al seu torn això reflecteix el que en el seu moment la CARU va reconèixer en una acta i que, a més, es va recollir en una trobada entre els llavors cancellers, Rafael Bielsa, de l'Argentina, i Didier Opertti, de l'Uruguai. Finalment l'Uruguai va sostenir que les plantes de cel·lulosa utilitzaran la millor tecnologia disponible d'acord amb els estàndards europeus que entraran en vigència l'any 2007. Per a fonamentar els seus arguments l'Uruguai va citar els estudis d'impacte ambiental realitzats per les empreses Botnia i ENCE, l'Estat uruguaià, i les tres avaluacions encarregades per la CFI.

##### Audiències
En la primera audiència davant la Cort Internacional de Justícia, realitzada el 8 de juny de 2006, l'Argentina va afirmar que s'ha violat el disposat en l'estatut, va exposar la necessitat de suspendre les obres per 90 dies i va posar l'accent en la necessitat de dur a terme un estudi d'impacte ambiental mitjançant parts alienes al conflicte, mentre que la delegació de l'Uruguai va exposar el contrari, afirmant que no hi ha evidències objectives de danys ambientals previsibles i que la tecnologia a emprar és la millor disponible, prevista en la legislació de la Unió Europea. La segona ronda d'exposicions es va realitzar l'endemà, on es van fer similars consideracions. En la pàgina web de la CIJ es poden consultar o descarregar les actes de les quatre exposicions.

##### Dictamen sobre les mesures provisionals sol·licitades per l'Argentina
El 13 de juliol de 2006 la Cort Internacional de Justícia va rebutjar per 14 vots contra 1 les mesures provisionals sol·licitades per l'Argentina de suspendre la construcció de les plantes de cel·lulosa i exigir a l'Uruguai cooperar de bona fe. La comunicació oficial de la Cort Internacional de Justícia diu:
- Sobre la suspensió de les autoritzacions per a construir les plantes i dels treballs de construcció:

| « | Pel que fa a la primera secció del requeriment de l'Argentina (…) Argentina no ha presentat al present evidència que suggereixi que alguna contaminació resultant pugui tenir el caràcter de causar dany irreparable al riu. En tot cas l'amenaça de tal contaminació no és imminent mentre que no s'espera que les plantes siguin operacionals abans d'agost de 2007 en un cas i juny de 2008 en l'altre (…) La Cort, de totes maneres, posa en clar que, procedint amb les obres, l'Uruguai "necessàriament assumeix tots els riscos relacionats amb qualsevol constatació dels temes de fons que la Cort pugui realitzar en el futur" i que la construcció de les plantes en els llocs actuals no pot ser utilitzat per a crear un fet consumat. | » |

- Sobre una ordre requerint a l'Uruguai cooperar de bona fe amb l'Argentina i assegurar que la disputa no es vegi agreujada:

| « | La Cort després atén la segona secció del requeriment de l'Argentina (..) però, des que l'Uruguai, parlant a través del seu Agent en la conclusió de les audiències, va reiterar "la seva intenció de complir en un tot amb l'Estatuto del Río Uruguay de 1975" i, com prova d'aquesta intenció, va oferir "realitzar… continus monitoratges conjunts" amb l'Argentina, la Cort no considera que existeixi base per a indicar les restants mesures provisionals requerides per l'Argentina. | » |

- Advertiment sobre el fet que la Cort no s'ha expedit sobre les qüestions de fons:

| « | La Cort conclou que gens en aquesta decisió valora la qüestió de la seva jurisdicció per a decidir sobre les qüestions de fons del cas o qualsevol qüestió relacionada amb l'admissibilitat de la demanda o de les qüestions de fons en si mateixes. La decisió tampoc afecta el dret de l'Argentina de presentar nous requeriments per a indicar mesures provisionals basades en nous fets. | » |

#### Mesures cautelars sol·licitades per l'Uruguai
El 29 de novembre de 2006, l'Uruguai va sol·licitar mesures cautelars contra l'Argentina davant el Tribunal Internacional de la Haia pels talls de ruta realitzats per l'Assemblea de Gualeguaychú.

##### Arguments de l'Uruguai
Uruguai sosté que el govern argentí intencionalment no reprimeix la protesta mitjançant tallaments de rutes per part de grups ecologistes de Gualeguaychú per a utilitzar-lo com mecanisme de xantatge, agreujant el conflicte diplomàtic. Sosté també que els talls són "una amenaça d'asfixiar l'economia de l'Uruguai".
Com remei a aquesta situació l'Uruguai va sol·licitar tres mesures cautelars:
1. Per a prevenir o donar finalització a la interrupció del tràfic entre ambdós països;
2. Perquè l'Argentina s'abstingui de qualsevol mesura que pugui agreujar, estendre o fer més difícil un acord;
3. Perquè l'Argentina s'abstingui de realitzar qualsevol altra mesura que pugui perjudicar els drets de l'Uruguai en disputa davant la Cort.

##### Arguments de l'Argentina
Argentina sosté que és falsa la vinculació que l'Uruguai fa del conflicte diplomàtic regulat per l'Estatuto del Río Uruguay i els bloquejos de ruta realitzats pels grups ecologistes de la població de Gualeguaychú, i que la Cort Internacional no és competent per a intervenir en ell més enllà de la causa que ja es troba en tràmit, presentada per l'Argentina. Sosté també que el govern argentí té una política de no repressió de les protestes de bloqueig de ruta, i s'ha portat a terme en tots els casos, i no solament en el cas dels bloquejos de les rutes que conduïxen a l'Uruguai.

##### Audiències
Els dies 18 i 19 de desembre es van realitzar les audiències per a la presentació del cas i defensa, respectivament.

##### Decisió del tribunal
El 23 de gener de 2007 la Cort Internacional de Justícia va rebutjar per catorze vots contra un la demanda uruguaiana. En la seva resolució la Cort diu:
| « | Concloent amb el seu examen la Cort no troba que faig al present un risc imminent de perjudici irreparable als drets de l'Uruguai en disputa abans, causats pels bloquejos dels ponts i rutes que connecten a ambdós Estats. A més considera que els bloquejos en si mateixos no justifiquen que s'ordenin les últimes dues mesures cautelars requerides per l'Uruguai, en absència de les condicions perquè la Cort ordeni la primera mesura cautelar. | » |

### Actuacions en el Sistema de Resolució de Controvèrsies del Mercosur
L'abril de 2006 Uruguai va plantejar, en l'àmbit del Mercosur, una reclamació contra l'Argentina amb l'objectiu que s'establís si l'Argentina va incomplir el compromís assumit en el Tratado de Asunción, creador del Mercosur, de garantir la lliure circulació de béns i serveis entre els territoris dels respectius països, i s'establís quines són les mesures futures que haurien d'adoptar davant de nous bloquejos.
Per tal de resoldre la controvèrsia es va seguir el sistema de solució de controvèrsies del Mercosur que estableix la formació d'un Tribunal Ad Hoc, creat especialment per a resoldre-les. El Tribunal va estar integrat pel jutge espanyol Luis Martí Mingarro, l'argentí Carlos Barreira i l'uruguaià José María Gamio. Aquest Tribunal va començar el procés corresponent el 25 de juny de 2006.
El 6 de setembre de 2006 el Tribunal Ad Hoc dictà la resolució arbitral per unanimitat responent parcialment les reclamacions de l'Uruguai.
La resolució estableix que:
| « | "l'absència de les degudes diligències que la Part Reclamada (l'Argentina) caldria que hagués adoptat per tal de prevenir, ordenar o, en el seu cas corregir els talls de les rutes (…) no és compatible amb el compromís assumit pels Estats Parts en el tractat fundacional del Mercosur, de garantir la lliure circulació de béns i serveis entre els territoris dels seus respectius països". | » |

En altres parts la resolució arbitral estableix també que "l'exercici del dret de protesta ha sobrepassat en els seus efectes els límits del respecte", i que, tot i que es comprèn l'"alarma" de la població de Gualeguaychú enfront de la contaminació, les seves manifestacions "van anar perdent legitimitat" quan "van anar acumulant agressions al dret d'altres persones (…) per períodes extensos i en l'època de major intercanvi comercial i turístic".
Sobre el dret de protesta, els jutges van declarar que "ni encara en el dret argentí és absolut" i que les restriccions al trànsit "poden arribar a ser tolerades sempre que fossin preses les precaucions necessàries per a minorar els inconvenients que causés, de tal mena que no impliquin un sacrifici massa gran per a altres interessos respectables".
El Tribunal declarà també que els bloquejos "van produir innegables inconvenients que afectaren tant al comerç uruguaià com a l'argentí" i va acceptar la "bona fe" de l'Argentina per "haver tingut raons per a creure que va actuar dins de la legalitat", però adverteix que "el caràcter repetit i continuat de l'actitud de condescendència conforma un estandard de comportament davant el problema, que deixa oberta l'expectativa que pogés repetir-se en el futur si es donessin circumstàncies iguals o similars".
Per altra banda el Tribunal va rebutjar la petició de l'Uruguai d'indicar a l'Argentina la conducta que hauria d'adoptar en el futur si es produïssin novament bloquejos i va sostenir que "no resulta procedent en dret que aquest Tribunal 'Ad Hoc' adopti o promogui determinacions sobre conductes futures de la Part Reclamada".
El Tribunal no es va pronunciar sobre la qüestió d'eventuals indemnitzacions perquè l'Uruguai no va reclamar-ne. Eventualment açò hauria d'ésser realitzat per qui hi hagin sofert perjudicis directes.
L'Argentina va decidir no apel·lar la resolució davant el Tribunal Permanente de Revisión del Mercosur i, per tant, constitueix la decisió final referida als bloquejos de ruta realitzats des de finals de 2005 fins a principis de 2006.

## Influència en l'opinió pública

### A l'Uruguai
D'acord amb les enquestes dutes a terme per l'empresa Factum, després dels bloquejos de ruta es va produir un increment del suport a la construcció de les plantes de cel·lulosa entre els ciutadans uruguaians, arribant al juny de 2006 un 80% d'aprovació, al mateix temps que es va reduir la creença que poguessin existir impactes ambientals negatius. La simpatia per l'Argentina i pel president argentí Néstor Kirchner també es varen veure reduïdes. A més a més, les enquestes dutes a terme per l'empresa Equipos Mori van establir que el maneig del conflicte per part del govern uruguaià va provocar un descens del 10% en el nivell d'aprovació presidencial de Tabaré Vázquez, arribant al 44% i convertint-se així en la segona caiguda significativa dels nivells d'aprovació del mandatari uruguaià. Alhora, el nivell d'aprovació del canceller uruguaià Reinaldo Gargano, va caure del 39% al 29%.

### A l'Argentina
D'acord amb les enquestes dutes a terme per Robustelli & Asociados, el 85% dels entrerrians està d'acord amb els bloquejos de ruta en rebuig de les plantes de cel·lulosa, mentre que un 80% pensa que el governador Jorge Busti està donant suport totalment al reclam, mentre que aquest percentatge es reduïx al 55% quan es tracta de considerar el suport del govern nacional. Així mateix, d'acord amb les enquestes dutes a terme pel diari Clarín, el 79,6% dels consultats considerava adequat recórrer a la Cort de la Haia, i el 73,3% va manifestar que estava d'acord amb la decisió de Kirchner de convocar als governadors per a donar suport al reclam contra les plantes de cel·lulosa.

## Els informes tècnics
S'han produït diversos informes tècnics relacionats amb el conflicte:
- Informe de l'Impacte Ambiental de Botnia (gener de 2005).[92]
- Informe d'Avaluació Preliminar de lOmbudsman de la CFI davant la reclamació de la població de Gualeguaychú (novembre de 2005)[93]
- Esborrany d'Estudi de Impacte Ambiental Acumulat del Banc Mundial (desembre de 2005)[94]
- L'Uruguai: Resolució 63/2005 del MVOTyMA, Autorització ambiental a Botnia, (febrer de 2005)[95]
- L'Uruguai: posició davant la Comissió Binacional (gener 2006)[96]
- L'Argentina: posició davant la Comissió Binacional (gener de 2006)[97]
- L'informe d'experts independents per a la CFI (abril de 2006)[98]
- L'informe realitzat per investigadors de la Facultad de Ciencias del Uruguay (maig de 2006, pdf)[99]
- Estudi Final de l'Impacte Acumulatiu (octubre de 2006), Corporació Financera Internacional - Banc Mundial[100]
- [Informe de la Universidad de Buenos Aires (gener de 2008)[101]

L'Uruguai sosté que els informes realitzats per les empreses i el realitzat pel Banc Mundial han estat adequadament verificats per les autoritats, demostren que les plantes no van a causar cap contaminació i que són suficients per a construir, sense més tràmits, les plantes en els llocs originalment establerts. Addicionalment l'Uruguai ha destacat que l'Argentina posseïx diverses plantes de cel·lulosa instal·lades sobre els seus rius, moltes d'elles amb tecnologies més contaminants que no les que s'utilitzarien a Fray Bentos.
L'informe tècnic realitzat per l'Argentina destaca les crítiques de l'informe de l'Ombudsman de la Corporació Financera Internacional (Banc Mundial) cap als procediments efectuats, qüestiona l'absència de criteris per a definir la localització de les plantes i exposa diverses insuficiències en els informes del Banc Mundial i en els de les empreses, per afirmar finalment que cal realitzar un altre informe tècnic independent.
El 24 de maig de 2006 l'Asociación de Universidades Grupo Montevideo, integrada per les 18 universitats públiques del Mercosur, va enviar una carta a ambdós presidents oferint-se per a dur a terme un estudi d'impacte ambiental, a càrrec d'experts i tècnics d'aquest tipus d'estudi.

## Trasllat d'ENCE
El 22 de setembre de 2006 l'empresa espanyola ENCE va anunciar que havia decidit interrompre les obres a Fray Bentos i traslladar la planta de cel·lulosa. Es va informar també que una vegada decidida la nova destinació l'empresa duplicaria la producció. El president de la companyia espanyola, José Luis Arregui, va desmentir les versions que indicaven que la decisió d'interrompre l'obra i traslladar la planta tinguessin alguna relació amb el conflicte bilateral, apuntant als problemes d'infraestructura viària.
Al començament de la segona setmana de desembre es va saber que la planta seria instal·lada al Paraje Pereyra, prop de la localitat de Conchillas, al departament de Colonia. La planta produirà al mateix nivell que la de Botnia, un milió de tones de pasta de cel·lulosa per any, i estaria funcionant des del 2009.

## Funcionament de Botnia
Després de la corresponent autorització del govern de l'Uruguai, el dia 8 de novembre de 2007 la planta de Botnia a Fray Bentos va començar les seves activitats.
A partir de llavors es van realitzar controls ambientals sistemàtics per part de l'Uruguai i de l'Argentina. Els controls uruguaians, supervisats per organismes canadencs, no mostren cap signe de contaminació superior a la prevista, estant en molts ítems substancialment menor a la prevista. L'Argentina encara no ha divulgat fins al 2009 els resultats de cap dels seus controls. De tota manera, un estudi efectuat per la Universidad de Buenos Aires filtrat a la premsa va revelar que la qualitat de l'aire en les proximitats de la planta no es veia alterada pel seu funcionament.
En els set mesos posteriors a l'inici d'activitats, Botnia va produir més de 600.000 tones de pasta; un any després de la inauguració el governador d'Entre Ríos, Sergio Urribarri, va afirmar que d'acord amb estudis realitzats "no s'ha detectat contaminació al riu Uruguai".